# .th
.th – domena internetowa przypisana do Tajlandii.